# Škofija Hull
Škofija Hull je bivša rimskokatoliška škofija s sedežem v Hullu (Kanada).
1. marca 1982 je bila preimenovana v škofijo Gatineau-Hull.

## Škofje
- Paul-Émile Charbonneau (21. maj 1963-12. april 1973)
- Adolphe E. Proulx (13. februar 1974-1. marec 1982)